# Holzheim am Forst
Holzheim am Forst là một đô thị tại huyện Regensburg bang Bayern thuộc nước Đức.